# Hellraiser: Deader
Hellraiser: Deader è un film del 2005 diretto da Rick Bota.
È il settimo capitolo della saga di Hellraiser con protagonista il cenobita Pinhead e la misteriosa Scatola di Lemarchand.

## Trama
Londra. Ricevuta una strana VHS da una certa Marla, il caporedattore Charles Richmond manda la reporter americana Amy Klein, perseguitata dai ricordi di un'infanzia violenta, in Romania per un reportage sui "Deader", una setta di giovani occultisti dal passato turbolento il cui leader, Winter LeMarchand (discendente di Philipp LeMarchand), sembrerebbe in grado di far risorgere i propri adepti dopo il loro suicidio. 
Bucarest. Raggiunta casa di Marla, Amy la trova morta con in mano una Scatola di Lemarchand e così la prende insieme a un plico di documenti e a un'altra VHS in cui la ragazza, oltre a chiederle di aiutare gli altri a liberarsi da Winter, le intima di non aprire la Scatola. È così che Amy, che dopo aver sognato di aver aperto la Scatola, ha strane visioni di morte, raggiunge il covo dei Deader e qui Winter, dopo essersi ripreso la Scatola e averle detto che gli umani non sono reali perché sono in una realtà a cui non appartengono, la fa legare al letto dai suoi adepti. 
Improvvisamente però Amy si risveglia in hotel con un coltello conficcato nella schiena e incontra prima il cenobita Pinhead, che le rivela che lui è sia l'accesso finale che i Deader cercano per il suo mondo che l'unico modo che ha lei per salvarsi, e poi lo spirito di Marla, che le dice che, anche se non lo ricorda, ha aperto la Scatola e che questo la rende la prescelta di Winter il quale, però, ha bisogno che lei accetti volontariamente di sacrificarsi a lui. È così che, dopo aver definitivamente accettato di ricordare di quando, da bambina, accoltellò il padre che abusava di lei, Amy si risveglia sul letto nel covo con Winter e i Deader che la spingono a suicidarsi ma lei, invece, apre la Scatola. 
Liberato, Pinhead uncina e smembra Winter e poi uccide gli altri Deader e sta per uccidere anche Amy che, però, si suicida accoltellandosi facendo così chiudere la Scatola che, nel farlo, risucchia Pinhead e gli altri cenobiti e fa implodere l'edificio.
Londra. Il cinico Charles Richmond, non avendo ricevuto l'agognato articolo da Amy, che risulta scomparsa in Romania, mostra la VHS a una giovane reporter appena assunta.

## Produzione
Il film è stato girato in contemporanea con Hellraiser: Hellworld e, inizialmente, non doveva essere parte della saga di Hellraiser. 
È il secondo film della saga ad essere diretto da Rick Bota - il precedente è stato Hellraiser: Hellseeker.
Per problemi di budget il film è stato girato quasi interamente a Bucarest.

## Distribuzione
Il film è uscito negli USA nelle sale cinematografiche il 7 giugno 2005, mentre in Italia è stato trasmesso direttamente in TV nel 2008 su Sky Cinema.